# Lista över fornlämningar i Vallentuna kommun (Vada)
Lista över fornlämningar i Vallentuna kommun (Vada) är en förteckning av ett urval av de fornlämningar som finns i Vada i Vallentuna kommun.
| Namn                           | Lämningstyp  | Tillkomsttid | Historisk indelning | Plats | Läge                 | ID-nr          | Bild                                      |
| ------------------------------ | ------------ | ------------ | ------------------- | ----- | -------------------- | -------------- | ----------------------------------------- |
| Vada 1:1                       | Gravfält     |              | Vada, Uppland       |       | 59.603949, 18.217068 | 10010700010001 | Ladda upp en bild av detta fornminne      |
| Vada 2:1                       | Runristning  |              | Vada, Uppland       |       | 59.600535, 18.211102 | 10010700020001 | Ladda upp en till bild av detta fornminne |
| Vada 3:1                       | Stensättning |              | Vada, Uppland       |       | 59.600234, 18.212636 | 10010700030001 | Ladda upp en bild av detta fornminne      |
| Vada 3:2                       | Stensättning |              | Vada, Uppland       |       | 59.600066, 18.212628 | 10010700030002 | Ladda upp en bild av detta fornminne      |
| Smedsholmen (Vada 4:1)         | Gravfält     |              | Vada, Uppland       |       | 59.597481, 18.211154 | 10010700040001 | Ladda upp en bild av detta fornminne      |
| Vada 5:1                       | Gravfält     |              | Vada, Uppland       |       | 59.595169, 18.206198 | 10010700050001 | Ladda upp en bild av detta fornminne      |
| Vada 6:1                       | Gravfält     |              | Vada, Uppland       |       | 59.592511, 18.197807 | 10010700060001 | Ladda upp en bild av detta fornminne      |
| Vada 7:1                       | Stensättning |              | Vada, Uppland       |       | 59.592756, 18.194698 | 10010700070001 | Ladda upp en bild av detta fornminne      |
| Stora Benhamrahögen (Vada 9:1) | Hög          |              | Vada, Uppland       |       | 59.590568, 18.204626 | 10010700090001 | Ladda upp en bild av detta fornminne      |
| Sjökullarna (Vada 10:1)        | Gravfält     |              | Vada, Uppland       |       | 59.579964, 18.207572 | 10010700100001 | Ladda upp en till bild av detta fornminne |
| Vada 11:1                      | Runristning  |              | Vada, Uppland       |       | 59.577432, 18.205003 | 10010700110001 | Ladda upp en bild av detta fornminne      |
| Vada 15:1                      | Gravfält     |              | Vada, Uppland       |       | 59.555447, 18.171643 | 10010700150001 | Ladda upp en bild av detta fornminne      |
| Stora Ekhammaren (Vada 17:1)   | Gravfält     |              | Vada, Uppland       |       | 59.553767, 18.164004 | 10010700170001 | Ladda upp en bild av detta fornminne      |
| Kappen (Vada 18:1)             | Hög          |              | Vada, Uppland       |       | 59.559570, 18.180586 | 10010700180001 | Ladda upp en bild av detta fornminne      |
| Kappen (Vada 18:2)             | Stensättning |              | Vada, Uppland       |       | 59.559650, 18.180740 | 10010700180002 | Ladda upp en bild av detta fornminne      |
| Vada 19:1                      | Gravfält     |              | Vada, Uppland       |       | 59.560539, 18.179820 | 10010700190001 | Ladda upp en bild av detta fornminne      |
| Vada 20:1                      | Gravfält     |              | Vada, Uppland       |       | 59.561462, 18.179914 | 10010700200001 | Ladda upp en bild av detta fornminne      |
| Vada 21:1                      | Gravfält     |              | Vada, Uppland       |       | 59.564310, 18.188958 | 10010700210001 | Ladda upp en bild av detta fornminne      |
| Vada 22:1                      | Gravfält     |              | Vada, Uppland       |       | 59.564026, 18.187428 | 10010700220001 | Ladda upp en bild av detta fornminne      |
| Lilla Ekhammaren (Vada 23:1)   | Gravfält     |              | Vada, Uppland       |       | 59.555137, 18.167727 | 10010700230001 | Ladda upp en bild av detta fornminne      |
| Vada 24:1                      | Stensättning |              | Vada, Uppland       |       | 59.557229, 18.169747 | 10010700240001 | Ladda upp en bild av detta fornminne      |
| Vada 25:1                      | Gravfält     |              | Vada, Uppland       |       | 59.557110, 18.183774 | 10010700250001 | Ladda upp en bild av detta fornminne      |
| Vada 26:1                      | Gravfält     |              | Vada, Uppland       |       | 59.557221, 18.186132 | 10010700260001 | Ladda upp en bild av detta fornminne      |
| Vada 27:1                      | Gravfält     |              | Vada, Uppland       |       | 59.556773, 18.187857 | 10010700270001 | Ladda upp en bild av detta fornminne      |
| Vada 28:1                      | Gravfält     |              | Vada, Uppland       |       | 59.557813, 18.193243 | 10010700280001 | Ladda upp en bild av detta fornminne      |
| Vada 31:1                      | Gravfält     |              | Vada, Uppland       |       | 59.562145, 18.196101 | 10010700310001 | Ladda upp en bild av detta fornminne      |
| Vada 32:1                      | Röse         |              | Vada, Uppland       |       | 59.561616, 18.200037 | 10010700320001 | Ladda upp en bild av detta fornminne      |
| Vada 32:2                      | Stensättning |              | Vada, Uppland       |       | 59.561557, 18.199798 | 10010700320002 | Ladda upp en bild av detta fornminne      |
| Vada 33:1                      | Gravfält     |              | Vada, Uppland       |       | 59.563734, 18.195501 | 10010700330001 | Ladda upp en bild av detta fornminne      |
| Vada 36:1                      | Gravfält     |              | Vada, Uppland       |       | 59.560296, 18.204524 | 10010700360001 | Ladda upp en bild av detta fornminne      |
| Vada 38:1                      | Röse         |              | Vada, Uppland       |       | 59.564602, 18.205832 | 10010700380001 | Ladda upp en bild av detta fornminne      |
| Vada 41:1                      | Gravfält     |              | Vada, Uppland       |       | 59.565086, 18.190311 | 10010700410001 | Ladda upp en bild av detta fornminne      |
| Vada 42:1                      | Hög          |              | Vada, Uppland       |       | 59.564914, 18.192492 | 10010700420001 | Ladda upp en bild av detta fornminne      |
| Vada 42:2                      | Hög          |              | Vada, Uppland       |       | 59.565001, 18.192709 | 10010700420002 | Ladda upp en bild av detta fornminne      |
| Vada 43:1                      | Gravfält     |              | Vada, Uppland       |       | 59.566210, 18.193754 | 10010700430001 | Ladda upp en bild av detta fornminne      |
| Vada 44:1                      | Gravfält     |              | Vada, Uppland       |       | 59.569605, 18.196755 | 10010700440001 | Ladda upp en bild av detta fornminne      |
| Vada 45:1                      | Gravfält     |              | Vada, Uppland       |       | 59.569682, 18.192304 | 10010700450001 | Ladda upp en bild av detta fornminne      |
| Vada 46:1                      | Hög          |              | Vada, Uppland       |       | 59.571034, 18.194500 | 10010700460001 | Ladda upp en bild av detta fornminne      |
| Vada 47:1                      | Stensättning |              | Vada, Uppland       |       | 59.571372, 18.192988 | 10010700470001 | Ladda upp en bild av detta fornminne      |
| Vada 48:1                      | Stensättning |              | Vada, Uppland       |       | 59.572565, 18.199178 | 10010700480001 | Ladda upp en bild av detta fornminne      |
| Vada 50:1                      | Gravfält     |              | Vada, Uppland       |       | 59.574944, 18.199403 | 10010700500001 | Ladda upp en bild av detta fornminne      |
| Vada 52:1                      | Stensättning |              | Vada, Uppland       |       | 59.579424, 18.197546 | 10010700520001 | Ladda upp en bild av detta fornminne      |
| Vada 52:2                      | Stensättning |              | Vada, Uppland       |       | 59.579356, 18.197007 | 10010700520002 | Ladda upp en bild av detta fornminne      |
| Vada 56:1                      | Gravfält     |              | Vada, Uppland       |       | 59.568157, 18.211937 | 10010700560001 | Ladda upp en bild av detta fornminne      |
| Vada 58:1                      | Gravfält     |              | Vada, Uppland       |       | 59.565128, 18.219990 | 10010700580001 | Ladda upp en bild av detta fornminne      |
| Vada 61:1                      | Stensättning |              | Vada, Uppland       |       | 59.556557, 18.183983 | 10010700610001 | Ladda upp en bild av detta fornminne      |
| Vada 61:2                      | Stensättning |              | Vada, Uppland       |       | 59.556612, 18.183798 | 10010700610002 | Ladda upp en bild av detta fornminne      |
| Vada 62:1                      | Stensättning |              | Vada, Uppland       |       | 59.557342, 18.188604 | 10010700620001 | Ladda upp en bild av detta fornminne      |
| Vada 63:1                      | Gravfält     |              | Vada, Uppland       |       | 59.557368, 18.158828 | 10010700630001 | Ladda upp en bild av detta fornminne      |
| Vada 64:1                      | Stensättning |              | Vada, Uppland       |       | 59.571841, 18.190978 | 10010700640001 | Ladda upp en bild av detta fornminne      |
| Vada 64:2                      | Stensättning |              | Vada, Uppland       |       | 59.571737, 18.190654 | 10010700640002 | Ladda upp en bild av detta fornminne      |
| Vada 64:4                      | Stensättning |              | Vada, Uppland       |       | 59.571679, 18.190332 | 10010700640004 | Ladda upp en bild av detta fornminne      |
| Vada 65:1                      | Stensättning |              | Vada, Uppland       |       | 59.581055, 18.190138 | 10010700650001 | Ladda upp en bild av detta fornminne      |
| Vada 71:1                      | Stensättning |              | Vada, Uppland       |       | 59.603630, 18.222102 | 10010700710001 | Ladda upp en bild av detta fornminne      |
| Vada 72:1                      | Stensättning |              | Vada, Uppland       |       | 59.607738, 18.224717 | 10010700720001 | Ladda upp en bild av detta fornminne      |
| Vada 87:1                      | Stensättning |              | Vada, Uppland       |       | 59.557059, 18.177963 | 10010700870001 | Ladda upp en bild av detta fornminne      |
| Vada 87:2                      | Stensättning |              | Vada, Uppland       |       | 59.556960, 18.177958 | 10010700870002 | Ladda upp en bild av detta fornminne      |
| Vada 87:3                      | Stensättning |              | Vada, Uppland       |       | 59.557018, 18.177731 | 10010700870003 | Ladda upp en bild av detta fornminne      |
| Vada 94:1                      | Stensättning |              | Vada, Uppland       |       | 59.574195, 18.192718 | 10010700940001 | Ladda upp en bild av detta fornminne      |
| Vada 107:1                     | Stensättning |              | Vada, Uppland       |       | 59.557850, 18.174716 | 10010701070001 | Ladda upp en bild av detta fornminne      |
| Vada 112                       | Runristning  |              | Vada, Uppland       |       | 59.557127, 18.185940 | 12000000004480 | Ladda upp en bild av detta fornminne      |
| Vada 118                       | Stensättning |              | Vada, Uppland       |       | 59.563617, 18.186107 | 12000000053093 | Ladda upp en bild av detta fornminne      |